# 绒冠蓝鸦
绒冠蓝鸦（学名：Cyanocorax chrysops），是鸦科蓝鸦属的一种，分布于阿根廷、巴西、玻利维亚、巴拉圭和乌拉圭。全球活动范围约为2,830,000平方千米。该物种的保护状况被评为无危。
绒冠蓝鸦的平均体重约为157.0克。栖息地包括亚热带或热带的湿润低地林、亚热带或热带的旱林、耕地、亚热带或热带严重退化的前森林、乡村花园和亚热带或热带的湿润山地林。